# Charles Frederick Barber
Pour les articles homonymes, voir Charles Barber et Barber.
Charles Frederick Barber (né le 19 juin 1949) est un homme politique canadien de la Colombie-Britannique. Il est député provincial néo-démocrate de la circonscription britanno-colombienne de Victoria de 1975 à 1983.

## Biographique
Né à Victoria en Colombie-Britannique, Barber est accusé en 2000 a payer un somme de 1 500 $ pour des actes de grossières indécences après avoir accueillis une adolescent itinérant à son domicile et tenter d'engager des actes à caractères sexuels. Barber offrira ses excuses pour cet acte qu'il nomme un manque de jugement.
Après la politique, Barber devient producteur de musique en Californie.